# Sao siêu khổng lồ
Sao siêu khổng lồ là một nhóm trong những ngôi sao lớn và sáng nhất. Sao siêu khổng lồ chiếm vùng trên cùng của biểu đồ Hertzsprung–Russell với cấp sao tuyệt đối khả kiến khoảng giữa −3 và −8 với nhiệt độ trải dài từ 3,500 K tới trên 20,000 K.

## Định nghĩa
Định nghĩa siêu khổng lồ, được áp dụng cho một ngôi sao, không có một định nghĩa xác định độc nhất. Thuật ngữ sao khổng lồ được Hertzsprung sử dụng lần đầu tiên khi có sự rõ ràng rằng phần lớn các ngôi sao rơi vào hai vùng riêng biệt trong biểu đồ Hertzsprung–Russell.  Một vùng bao gồm các ngôi sao lớn hơn và sáng hơn có phổ type A đến M được đặt tên khổng lồ.